# Calpurnia sericea
Calpurnia sericea är en ärtväxtart som beskrevs av William Henry Harvey. Calpurnia sericea ingår i släktet Calpurnia och familjen ärtväxter. Inga underarter finns listade i Catalogue of Life.

## Bildgalleri

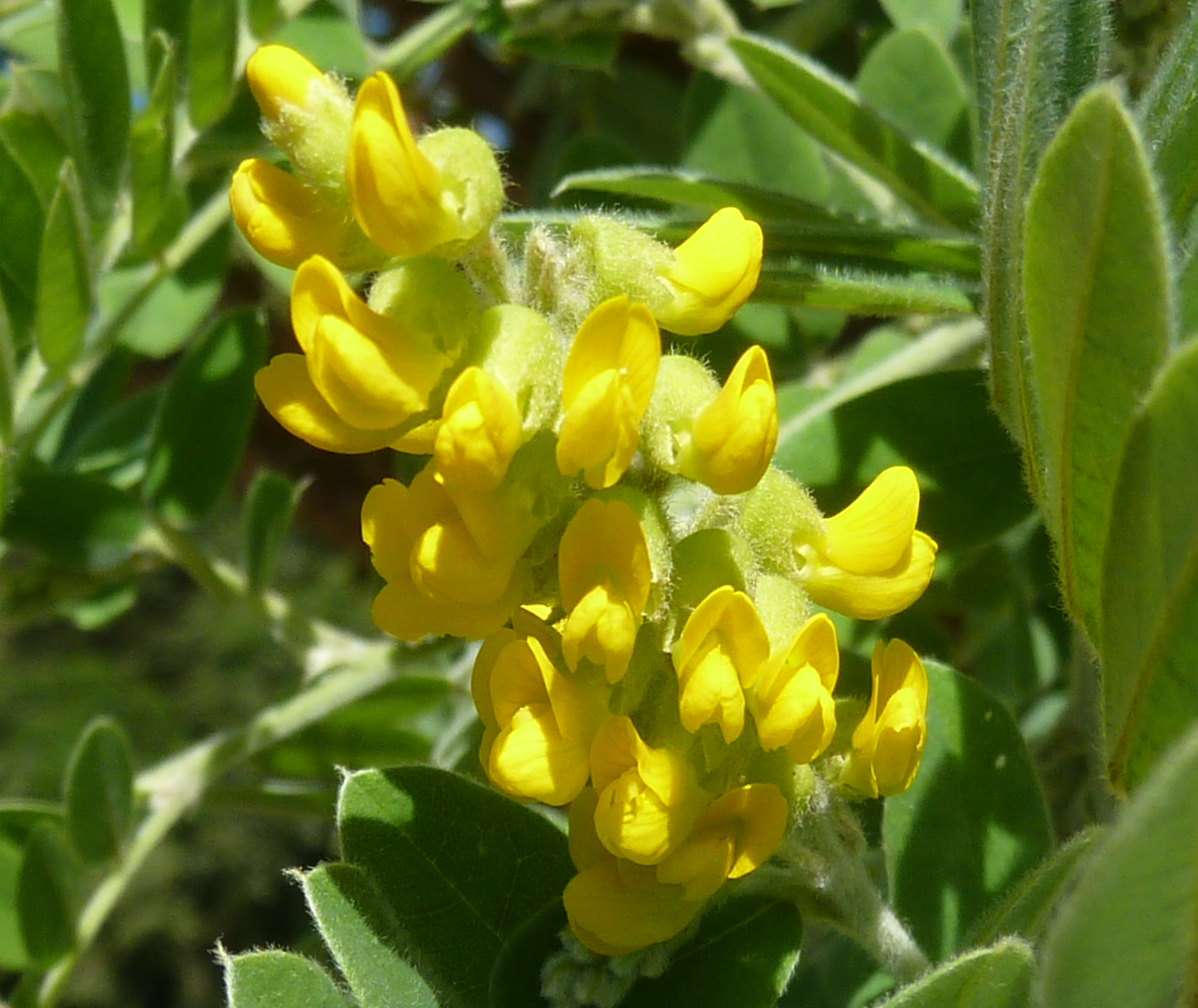
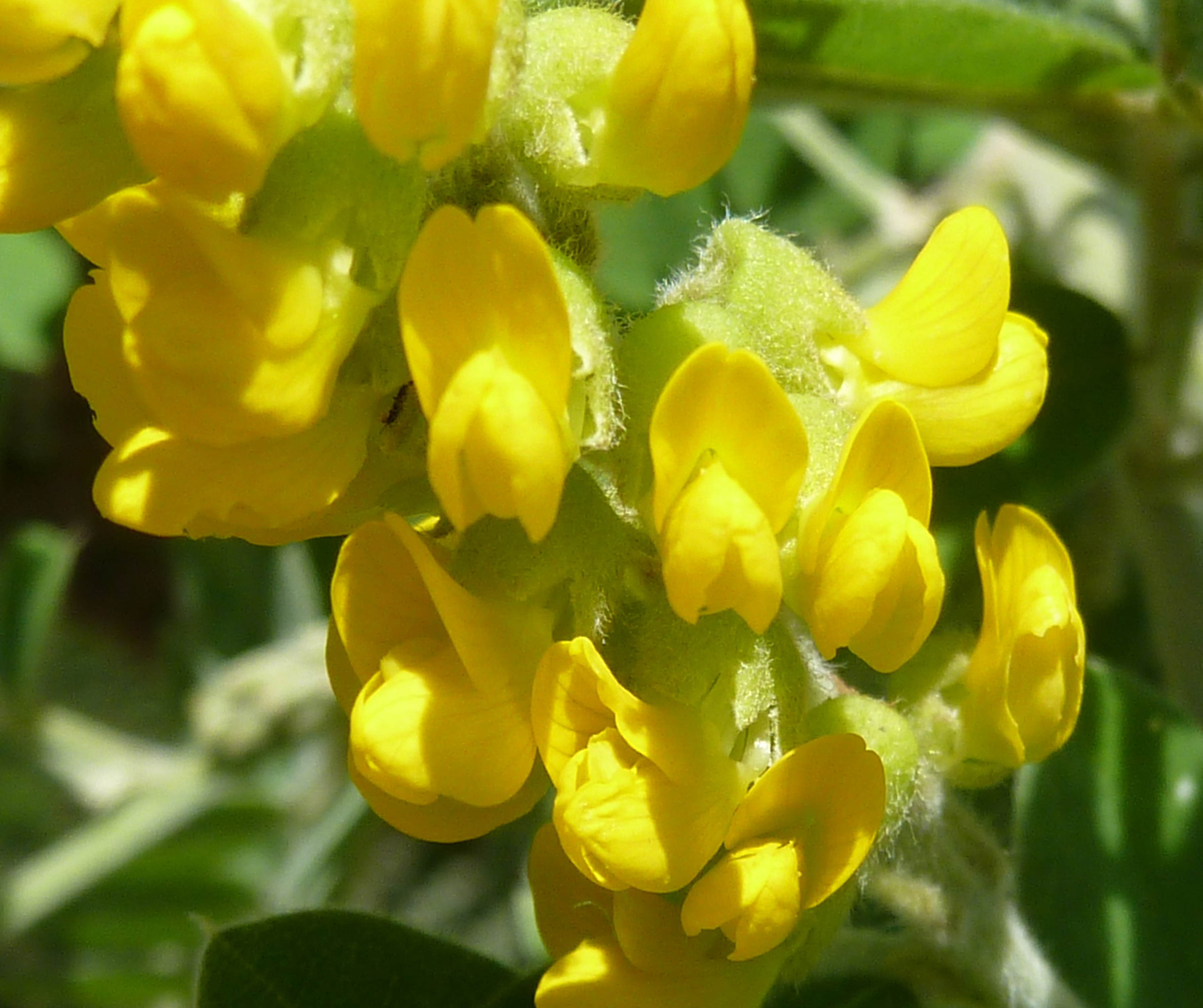